# Drei-Zirkelmethode

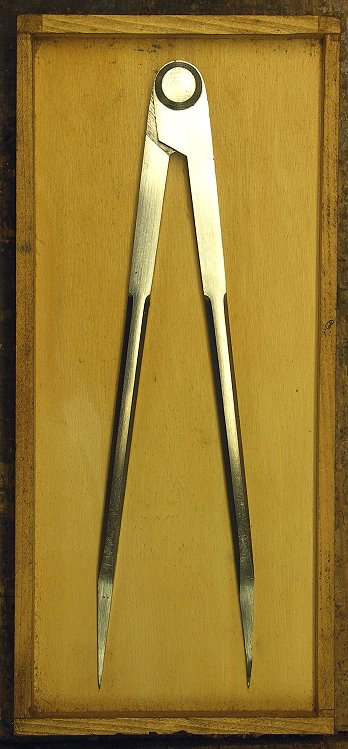
Stechzirkel aus Metall

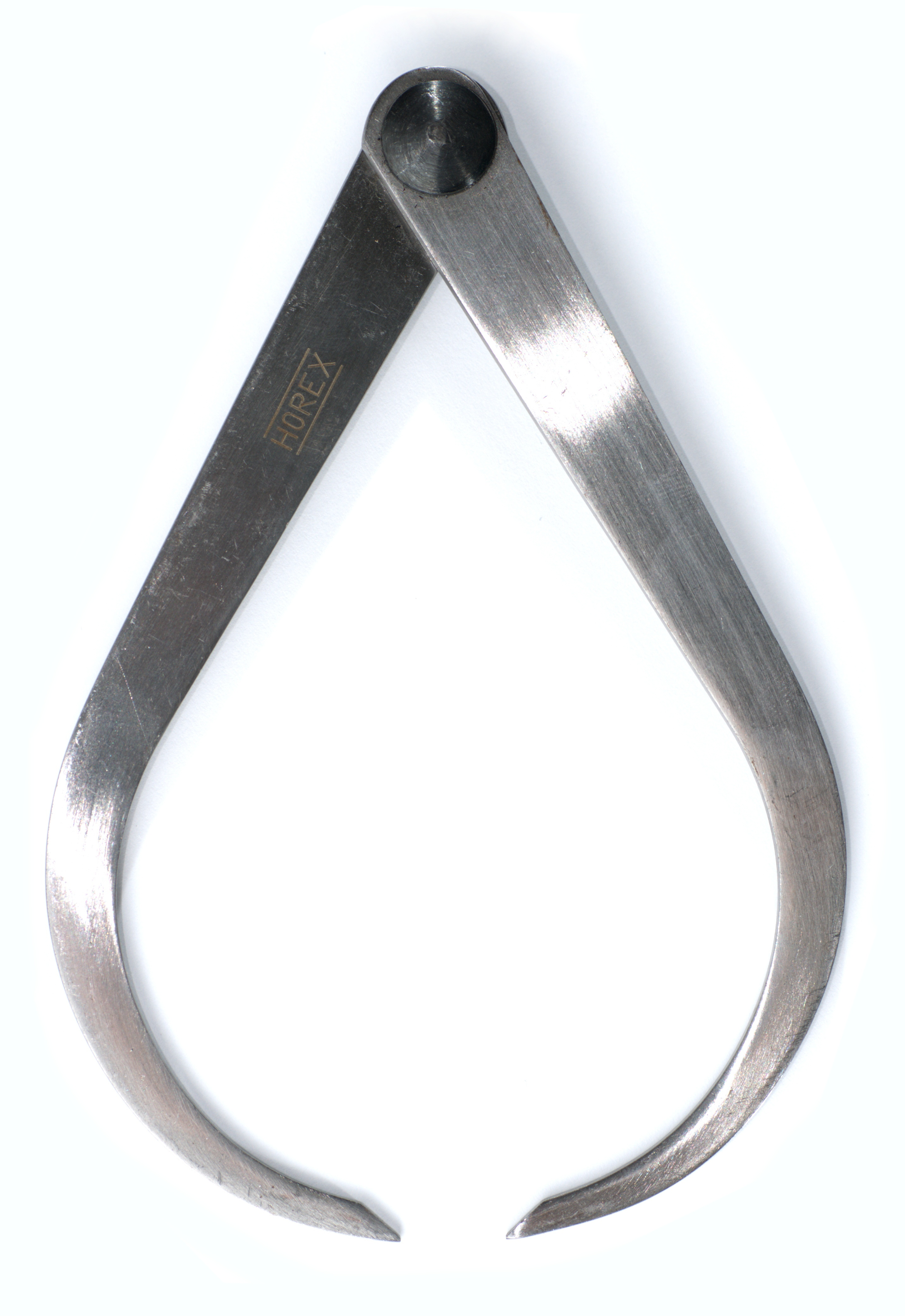
Greifzirkel

Die Drei-Zirkelmethode, auch Zirkelpunktieren genannt, ist eine historisch überkommene, auch heute noch verwendete Technik der Steinbildhauer, die die Herstellung von Modellen oder Originalen in beliebiger Vergrößerung oder Verkleinerung ermöglicht. Von Balthasar Neumann (1687–1753) ist bekannt, dass er für die Berechnungen seiner Rokokobauten einen speziellen Proportionalwinkel, das instrumentum architecturae benutzte.
Die Drei-Zirkelmethode beruht auf dem stereometrischen Gesetz, das besagt, dass von drei beliebigen Fixpunkten im Raum ein vierter Punkt durch Abstandsmessungen bestimmt werden kann.
Die größte Skulptur, die aus Naturstein mittels der Drei-Zirkelmethode hergestellt wurde, ist die Kontinuität von Max Bill vor dem Hauptgebäude der Deutschen Bank in Frankfurt am Main. Sie wurde nach einem Gipsmodell vierfach vergrößert übertragen.

## Verfahren
Auf dem Modell werden die Hauptpunkte eingerichtet, von denen ausgehend erforderliche Maße mit Stechzirkeln oder Greifzirkeln übertragen werden können. Die Hauptpunkte werden auf die herzustellende Skulptur in dem gewünschten Maßstab übertragen und ergeben je nach der erforderlichen Anzahl von Hauptpunkten gedachte Verbindungslinien mehrerer Dreiecke. Die Hauptpunkte sind für die Steinbildhauer von großer Bedeutung und müssen sehr genau an der Skulptur angelegt werden, da sich ansonsten Abweichungen bei der Anlage von weiteren Detail-Messpunkten multiplizieren.
Bei einer ganzzahligen Übertragung z. B. 1:2 oder 1:3 kann die Übertragung auf einem Blechstreifen, der auf einem hölzernen Stab aufmontiert ist, abgegriffen werden. Die Maße ergeben sich beispielsweise bei einer Vergrößerung von 1:2 durch Verdoppelung des Zirkelmaßes bzw. zweimaliges Umschlagen des Zirkels auf dem Messstreifen.
Bei Übertragungen in einem nicht ganzzahligen Maßstab, beispielsweise 1:1,7 , werden so genannte Proportionalwinkel verwendet, die ein feststehendes Dreieck als Messinstrument abbilden. Das Maß des Modells wird auf einem Schenkeln des Winkels angetragen und beim Übertragen dieses Maßes auf den anderen Schenkel des Proportionalwinkels ergibt sich das gesuchte Maß für die Skulptur vom Kreuzungspunkt der Schenkel aus gemessen.

## Ausführung

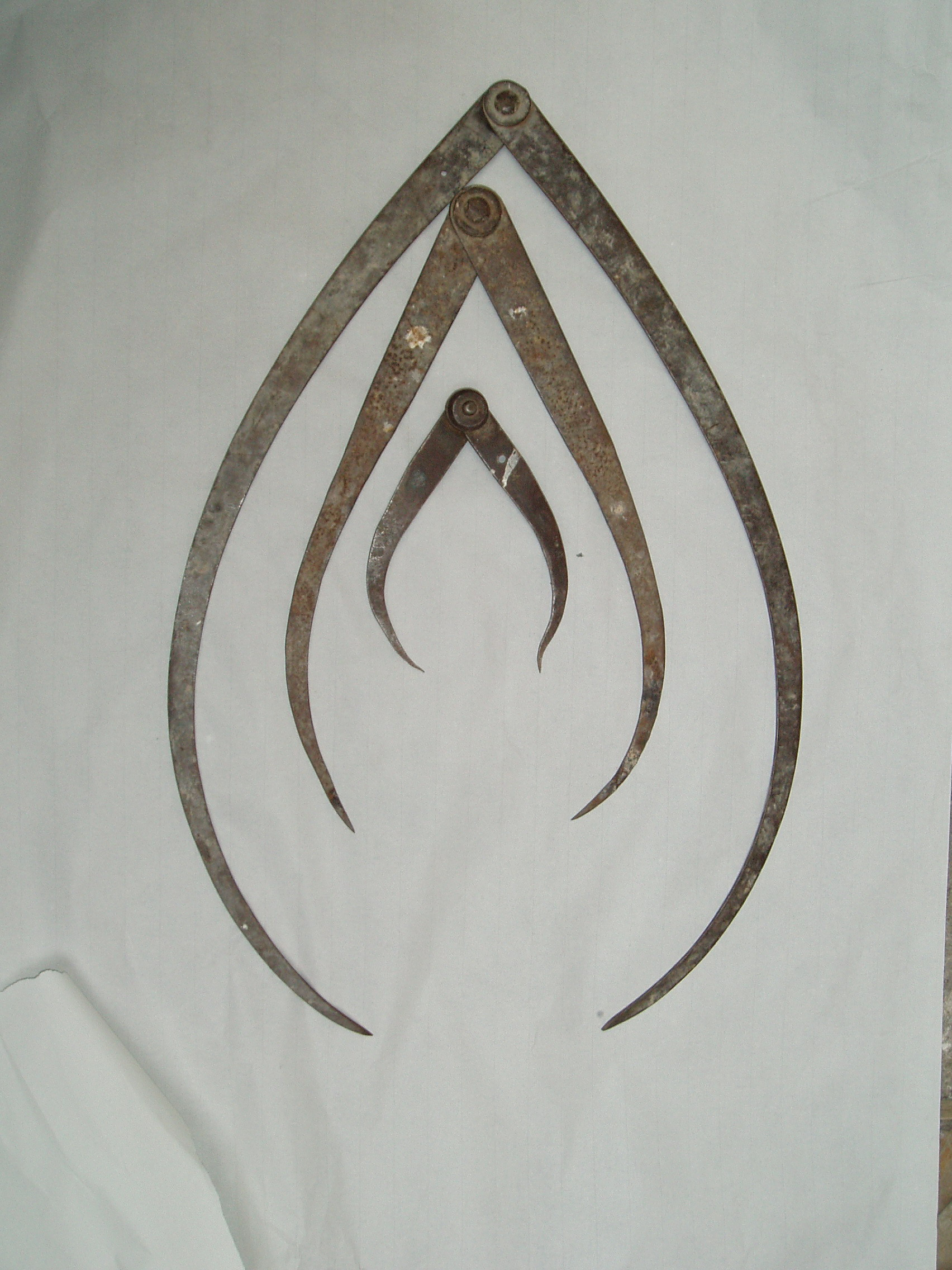
Unterschiedliche Größen von Greifzirkeln

Bevor die Hauptpunkte auf dem rohen Stein angebracht werden, muss dieser auf die grobe Umrissform abgespitzt werden. Die Hauptpunkte sind so anzulegen, dass alle erforderlichen Detailpunkte zu erreichen sind und sie werden am Modell und an der Skulptur mit Nieten mit Spezialkleber aufgebracht. In die Vertiefung der Nieten werden die Zirkel zum Messen eingesetzt. Des Weiteren benötigt der Steinbildhauer je nach Größe der Skulptur mehrere Stech- und Greifzirkel. Zur Übertragung eines Maßes auf die Skulptur werden mindestens drei Zirkel und drei fixierte Hauptpunkte benötigt.
Je nach Erfordernis und Einschätzung des Steinbildhauers werden allerdings entsprechend mehr als drei Hauptpunkte angebracht. Dadurch entsteht eine entsprechende Anzahl von Dreiecken nach angelegten Hauptpunkten, soweit sie zur Herstellung der Skulptur für den Steinbildhauer erforderlich werden. Je erfahrener der Bildhauer ist, desto weniger Haupt- und Detailpunkte benötigt er zur Herstellung der Skulptur. Die Größe der Zirkel richtet sich nach der Skulptur, beispielsweise wurden bei der Herstellung der Skulptur „Kontinuität“ verstellbare hölzerne Greifzirkel hergestellt, die zum Messen vor drei Steinbildhauern angehalten werden mussten. Dabei setzten die italienischen Steinbildhauer in Carrara aufgrund der Größe der Skulptur zum Abgreifen der Maße auch hölzerne Zirkel ein, die an den Enden einer Holzlatte zwei verstellbare Arme hatten.
Um einen bestimmten Punkt im dreidimensionalen Raum an der Skulptur zu bestimmen, werden drei verstellbare Zirkel eingesetzt, daher stammt die Bezeichnung dieser bildhauerischen Methode. Die verstellbaren Zirkel müssen nach der Ermittlung eines Maßes fixiert werden. Es werden zuerst so genannte zwei „Kreuzmaße“ benötigt, die durch das Anlegen von zwei Zirkeln von zwei unterschiedlichen Hauptpunkten ausgehend im jeweiligen Maßstab abgegriffen, und an ihrem Kreuzungspunkt gekennzeichnet werden. Das fehlende Tiefenmaß entsteht, wenn der dritte Zirkel in den Kreuzungspunkt des Kreuzmaßes trifft. Mit der Drei-Zirkelmethode ist es nach und nach möglich die ganze Form der Skulptur mit Messpunkten zu überziehen, die es dem Bildhauer erlaubt, die Figur so genau als möglich zu übertragen. Auf dem Modell und auf der Skulptur entsteht ein Netz von Punkten, die die Form umschließt. Steinbildhauer kennzeichnen die Zirkel je nach Verwendung für die Kreuzmaße und für das Tiefenmaß mit unterschiedlichen Farben, damit sie nicht verwechselt werden können.
Die Anwendung dieser Methode erfordert viel Erfahrung von den Steinbildhauern und ein hervorragendes räumliches Vorstellungsvermögen. Mit der Drei-Zirkelmethode ist es des Weiteren auch möglich, Vorlagen spiegelverkehrt zu übertragen.